# のりこのスイスイサンデー
『のりこのスイスイサンデー』は、2012年4月18日からIBC岩手放送（IBCテレビ）で放送されている情報番組である。東北地方を拠点とするホームセンター・サンデーの一社提供で、2012年7月25日までは番組表に「サンデー暮らしのお手伝い情報」と記されていた。

## 概要
後藤のりこ（元IBC岩手放送アナウンサーのフリーパーソナリティ）が岩手県内にあるサンデー各店を訪れ、そこの取扱商品を紹介する。その際に、店員から指導を受けながら商品を実際に使用してみたり、工作を体験したりする。後藤は、毎回時期に合わせたユーモラスな髪飾りをつけて登場する。また、当初は洋服の上に番組タイトルロゴ入りのエプロンをかけて出演していたが、2013年4月18日放送分からは毎回割烹着を着て出演している。
番組は後日に再放送を行うほか、公式サイトでも過去に放送した番組の動画を配信している。

## 放送時間
いずれも日本標準時。ミニ番組のため、放送時間の変更がしばしば見られる。

### 本放送
- 火曜 21:54 - 22:00 （2013年10月1日 - 2016年3月29日）
- 水曜 18:55 - 19:00 （2016年4月6日 - ）

2016年4月以降は番組改編で毎週水曜日の18:55 - 19:00の『IBCニュースエコー』のあとの放送となる。

### 再放送
- 水曜 16:44 - 16:48 （2012年6月6日 - 2013年3月27日）
- 水曜 16:49 - 16:53 （2013年4月3日 - 2014年3月26日）
- その後は、2014年7月4日にスタートした『金曜情報館』（2015年現在では金曜 9:55 - 10:55）内で再放送されている。